# Mantidactylus madecassus
Espèce
Synonymes
- Rhacophorus madecassus Millot & Guibé, 1950

Statut de conservation UICN

 EN B1ab(iii)+2ab(iii) : En danger
Mantidactylus madecassus est une espèce d'amphibiens de la famille des Mantellidae.

## Taxinomie
La distinction entre cette espèce et Mantidactylus pauliani a été confirmée par des analyses génétiques.

## Répartition
Cette espèce est endémique de Madagascar. Elle se rencontre entre 1 500 et 2 500 m d'altitude dans le massif d'Andringitra,.

## Publication originale
- Millot & Guibé, 1950 : Les batraciens du Nord de l'Andringitra (Madagascar). Mémoires de l'Institut Scientifique de Madagascar, sér. A, Biologie Animale, vol. 4, p. 197-206.